# Trio pour piano et cordes de Roussel
Pour les articles homonymes, voir Trio pour piano et cordes.
Le Trio pour piano, violon et violoncelle en mi bémol majeur op. 2 est une œuvre composée par Albert Roussel en 1902.
Il s'agit d'une œuvre de relative jeunesse, le compositeur ayant commencé assez tard sa carrière de musicien. Elle a été écrite alors que Roussel était l'élève de Vincent d'Indy à la Schola Cantorum. La même année, il en devint enseignant.
Elle est parfois appelée trio no 1, en référence à deux autres œuvres pour trois instruments mais qui ne sont pas les mêmes à chaque fois. Il s'agit de la première œuvre de musique de chambre du musicien qui avait auparavant écrit quelques pièces vocales et pour piano.
La première en a été donnée le 14 avril 1904 à Paris. La partition en a été révisée en 1927.
L'œuvre comporte trois mouvements et son exécution demande environ une demi-heure.
- Modéré, sans lenteur – Très animé
- Lent
- Très lent – Vif et gaiement.